# Haidenaab
Die Haidenaab ist der rechte und nordwestliche Quellfluss der Naab in Bayern, Deutschland.

## Name
Ihren Namen hat die Haidenaab von der Heidelandschaft im Quellgebiet Nasse Heide ihres längsten Quellarms, des Heinersbachs. Dieser wurde früher als Oberlauf angesehen und fließt der Haidenaab bei Göppmannsbühl als Tauritzbach zu. Im Jahre 1285 schrieb man „Heydnab“, 1340 „Haydnab“, 1491 „Haidenab“, 1796 „Heidenabe“ und 1832 „Heiden-Naab“. Den Beinamen bekam der Naabquellfluss, um ihn von der Waldnaab zu unterscheiden.

## Geografie

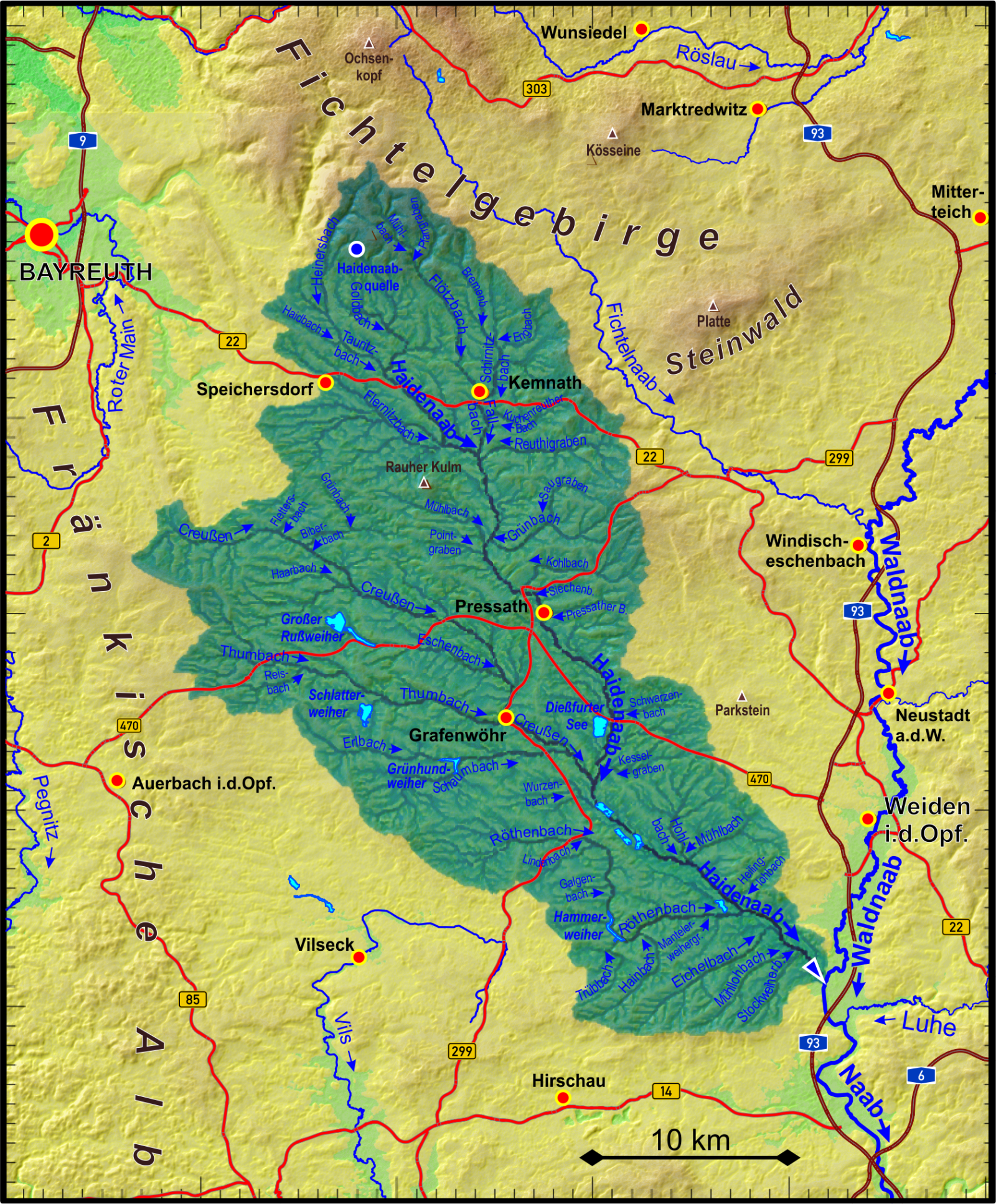
Einzugsgebiet der Haidenaab

### Flusslauf

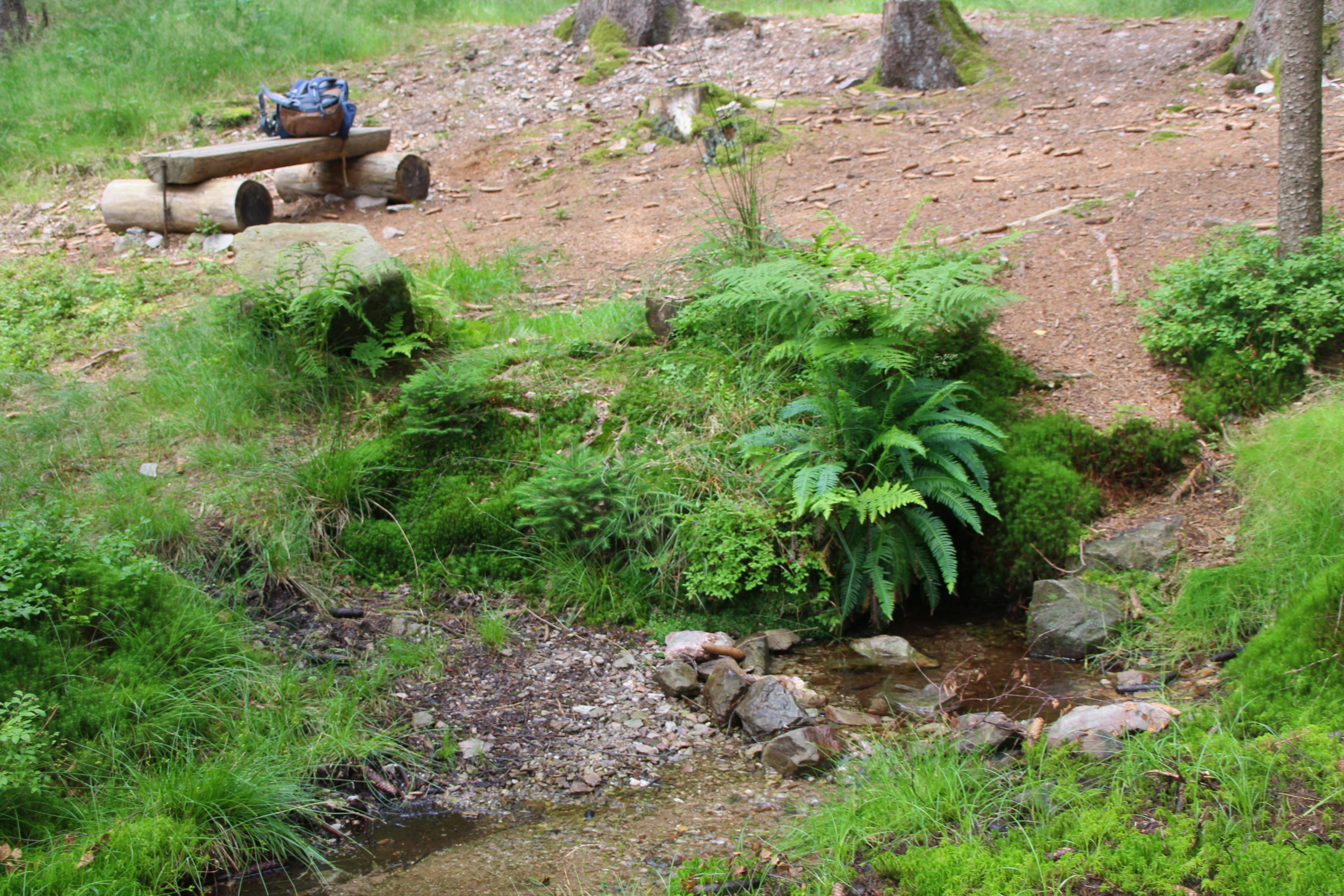
Quelle der Haidenaab

Der Fluss entspringt im Kohlholz im Landkreis Bayreuth (Oberfranken) am Südrand des Fichtelgebirges 1900 Meter nordöstlich von Kirchenpingarten und 900 Meter südwestlich des Bergs Platte (831 m ü. NN), etwa sieben Kilometer nördlich von Speichersdorf.
Von dort aus erreicht die Haidenaab in südöstliche Richtung fließend nach wenigen Kilometern am Renaissance-Schloss Schlackenhof, bei dem der von Nordwesten kommende Flernitzbach einmündet, den Landkreis Tirschenreuth. Vorbei am Schloss Kaibitz erreicht sie nach erneut kurzer Strecke den Landkreis Neustadt an der Waldnaab. Bei Dorfgmünd mündet ihr größter Zufluss, die Creußen. Die Haidenaab fließt weiter über Pressath und Mantel nach Luhe-Wildenau, wo sie sich beim Ortsteil Unterwildenau mit der Waldnaab zur Naab vereinigt, die in die Donau fließt.
Die Haidenaab flankiert dabei die historische Flednitz – die slawische beziehungsweise naabwendische Siedlungskammer in Nordbayern, deren natürlicher Mittelpunkt der Rauhe Kulm ist.

### Zuflüsse
Von der Quelle zur Mündung. Längen und Einzugsgebiete nach dem amtlichen Gewässerverzeichnis.
Auswahl.
- Buchgraben, von links bei Kirchenpingarten-Lienlas, 1,8 km und 1,1 km²
- Blumenbach, von links nahe Kirchenpingarten-Fuchsendorf, 1,3 km und 0,7 km²
- Kaltenbach, von links vor der Herrnmühle bei Fuchsendorf, 2,1 km und 1,0 km²
- Goldbach, von rechts bei Kirchenpingarten-Flinsberg, 4,5 km und 8,1 km²
- Weiherlohe, von links vor Speichersdorf-Haidenaab, 1,0 km und 6,4 km²
- Tauritzbach, von rechts bei Speichersdorf-Göppmannsbühl am Bach, 14,3 km mit rechtem Oberlauf Aubach und 21,6 km²
- Flernitzbach, von rechts nahe Kemnath-Gmündsmühle, 11,1 km mit linkem Oberlauf Heinersbach und 42,8 km²
- Mooswiesengraben, von links nahe Kemnath-Kaibitz, 4,4 km und 4,8 km²
- Fallbach, von links nahe Kaibitz, 17,8 km mit dem Gesamtstrang Schutzbach → Höllgraben → Mühlbach → Flötzbach → Fallbach und 63,7 km²
- Reuthigraben, von links bei Kastl-Senkendorf, 8,5 km und 17,6 km²
- Troglauer Graben, von links vor Trabitz-Zainhammer, 1,6 km und 2,5 km²
- Grünbach, von links bei Zainhammer, 9,4 km und 18,6 km²
- Mühlbach, von rechts bei Trabitz, 5,8 km mit Oberlauf Espangraben und 11,5 km²
- Kohlbach, am Unterlauf Brandlgraben, von links vor Pressath-Zintlhammer, 8,7 km und 11,7 km²
- Siechenbach, von links gegenüber Zintlhammer, 2,7 km und 3,0 km²
- Pressather Bach, von links in Pressath
- Schwarzenbach, von links bei Schwarzenbach-Pechhof, 4,3 km und 6,6 km²
- Kesselgraben, von links nach Grafenwöhr-Josephsthal, 2,3 km und 8,9 km²
- Creußen, von rechts bei Grafenwöhr-Dorfgmünd, 34,7 km und 233,7 km²
- Wurzenbach, von rechts vor Grafenwöhr-Hütten, 3,2 km und 3,2 km²
- Schwarzgraben, von links vor Markt Mantel, 2,0 km und 2,3 km²
- Hohlbach, von links bei Markt Mantel, 6,4 km mit Oberlauf Sauhüppelbach und 28,7 km²
- Heilinglohbach, von links bei Weiherhammer, 3,8 km und 4,0 km²
- Röthenbach, von rechts nach Weiherhammer, 21,0 km und 73,9 km²
- Eichelbach, von rechts über ein kurzes Auengrabenstück bei Etzenricht-Radschin, 9,4 km und 15,2 km²
- Mühllohbach, von rechts, 6,7 km und 5,6 km²
- Stockweiherbach, von rechts, 6,0 km mit Oberlauf Ödgraben und 6,2 km²

## Flussbegleitende Radroute
Der Haidenaab-Radweg führt über die Orte Kastl, Trabitz, Pressath, Schwarzenbach, Mantel, Weiherhammer, Etzenricht, Oberwildenau und Unterwildenau an der Haidenaab entlang. Mit dem Naab-Radweg setzt sich die Strecke bis Regensburg fort.